# Levi Rost
Levi Rost (St. Johns, Míchigan, Estados Unidos, 18 de marzo de 1983) es un exjugador de baloncesto estadounidense, que ocupa la posición de alero. 
Acabó su carrera en el Club Baloncesto Canarias,  de la liga ACB.

## Historial
- 2002 USA. Universidad de Western Michigan.
- 2003-04 IBL. Grand Rapids Flight.
- 2004-05 Chipre. Deltalcon APOEL Nicosia.
- 2004-05 LEB. Celso Míguez Procolor
- 2005-06 LBN. CAB Madeira
- 2006-08 LEB. Ciudad de La Laguna Canarias
- 2008-09 LEB. Club Baloncesto Villa Los Barrios
- 2009-10 LEB. Ciudad de La Laguna Canarias
- 2010-11 LEB. Club Bàsquet Sant Josep Girona
- 2011-12 LEB. Iberostar Canarias
- 2012-15 ACB. Iberostar Canarias